# Leander Sukov

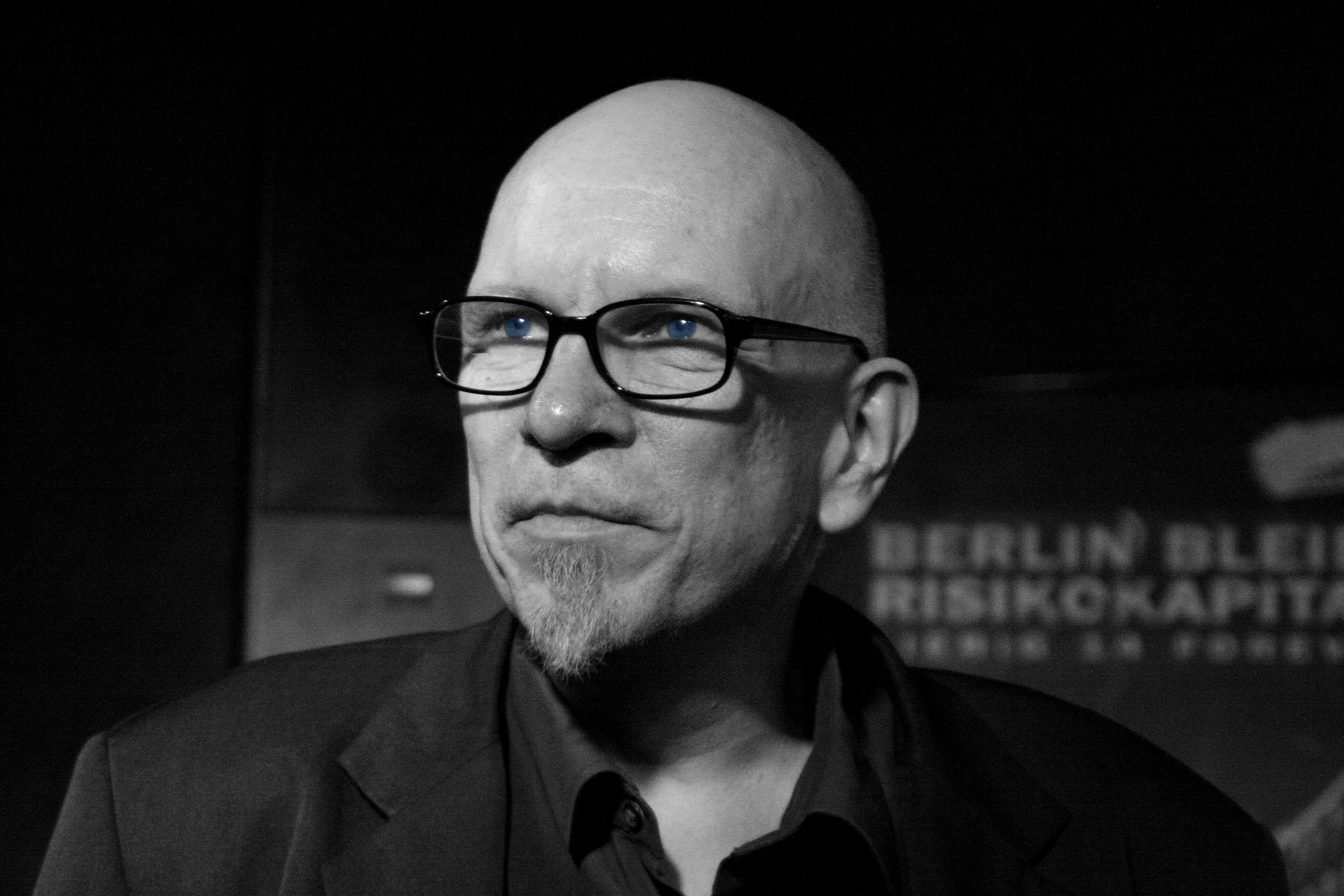
Leander Sukov

Leander Sukov (* 26. Dezember 1957 als Martin Timm in Hamburg-Barmbek) ist ein deutscher Schriftsteller.

## Wirken

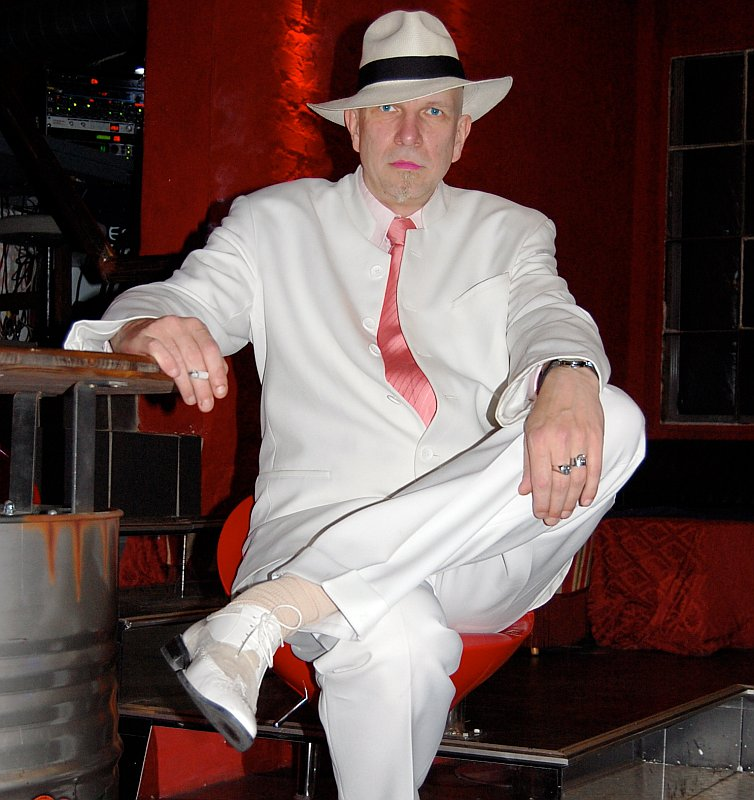
Leander Sukov

Neben Romanen und Gedichten schrieb Sukov Artikel unter anderem für die Tageszeitungen taz und junge Welt und für die Wochenzeitung Unsere Zeit. Einige seiner Gedichte aus dem Gedichtband Perlensau wurden von Sascha Mersch vertont und sind auf der gleichnamigen CD erschienen.
Sukov war von 1973 bis 1994 Mitglied der SPD, anschließend war er u. a. Mitglied der Linken, die er im März 2022 verließ. Er kehrte dann zurück zur SPD. In vielen seiner Werke spiegelt sich seine politische Haltung wider.
Sukov bezeichnet sich als queeren Schriftsteller. In seinem Block führt er aus, pansexuell zu sein und mit fünfzehn oder sechzehn Jahren eine Geschlechtsumwandlung angestrebt zu haben, von der ihn Freunde jedoch abhielten. Er wählt für sich den Ausdruck „agender“ und lehnt eine Genderzuordnung für sich ab. Jedoch akzeptiert er, männlich gelesen zu werden.
Er betreibt die Seite literaturglobe.de, u. a. mit dem ehemaligen ARD-Hörfunk-Korrespondenten Norbert Ahrens, dem ehemaligen ZEIT-Redakteur Martin Ahrends und dem Schriftsteller Peter H. Gogolin.

### Berufsständische Ämter und Aktivitäten
Sukov ist Mitglied im PEN-Zentrum Deutschland. Am 10. Mai 2019 wurde er zu dessen Vizepräsidenten und Writers-in-Exile-Beauftragten gewählt. Er kandidiert nach Ablauf der Amtszeit 2021 nicht erneut, im Mai 2022 wurde er in das Interimspräsidium des PEN-Zentrums gewählt.
Sukov wurde im Februar 2019 auf dem Kongress des Verbands deutscher Schriftstellerinnen und Schriftsteller in Schweinfurt zum stellvertretenden Bundesvorsitzenden gewählt. 2019 wurde er zum Generalsekretär der Louise-Aston-Gesellschaft berufen.
Sukov hatte ab Juni 2016 die literarische Leitung des Kulturmaschinen-Verlags übernommen. Inzwischen wurde der Verlagsname dem neugegründeten Verein der Kulturmaschinenautoren übertragen, und Sukov ist gleichberechtigtes Vereinsmitglied geworden.

## Rezeption
Im Klappentext von Auf einer Bank ... schreibt Maurice Schuhmann, Lehrbeauftragter der Universität Grenoble, über den Autor:
„Sukov schreibt sowohl Prosa als auch Lyrik. Seine Lyrik bewegt sich im Spannungsverhältnis von Neo-Realismus und Neo-Romantik. Seine Werke sind häufig idealistisch und stützen sich auf ein humanistisches Weltbild. Mystische Bilder in den Geschichten und Gedichten ergeben sich bei Sukov aus dem Bindeverhältnis des Gegenwärtigen zur Vergangenheit, also aus dem ständigen Fluß des umfassenden Geschehens. Sukov sieht im Jetzt das jeweils kurzlebige Ergebnis eines kybernetischen Prozesses aus der Vergangenheit, der so vielschichtig ist, dass der Prozess selbst keine vollständige Erklärung seines Seinszustandes mehr zulässt, sondern nur noch durch abstrakte Erzählungen teilverknüpft werden kann. Dabei werden Tendenzen aufgezeigt. Diese Entwicklungszüge befinden sich in einem ständigen Prozess.
Das Leid des Menschen als konkretes Wesen, losgelöst von der abstrakten Rationalität der Welt und eingeschlossen in ein eigenes Sein ist der durchgängige rote Faden des Werkes. Dabei glaubt Sukov nicht an Vorbestimmtheit und Schicksal, sondern an die Gestaltungskraft des Individuums, die jedoch selten nur stark genug ist, den kybernetischen Prozess der Zeitabläufe zu verändern.“
In den Leipziger Kritiken heißt es zur Arbeit Sukovs:

„Neben den auf Sexualität … fokussierten Texten, […] finden sich … politische Texte […] Ebensowenig wie seine Gedichte über Erotik in die Pornographie abdriften, taucht in seinen politischen Gedichten der erhobene Zeigefinger auf… Eine weitere bislang kaum bekannte Facette seines dichterischen Werkes sind die Einflüsse aus der Beatgeneration, […]“

Im Freitag heißt es zum 2012 erschienenen Roman Warten auf Ahab:

„Leander Sukovs Monolog […] ist wuchtig, defätistisch und sehr erotisch – damit scheint der Roman aus der Zeit gefallen zu sein […] Die schöne, subjektivistische Sprache […] in der Tradition Peter Handkes […] erinnert in ihrem bedenkenlosen Materialismus […] ans detailliert Monologische von António Lobo Antunes oder Nanni Balestrini ("I Furiosi"): ein temperiertes Meer der Silben, in dem der Wind des Temperaments die Wörter vor sich her treibt.“

Das Signaturen-Magazin schreibt zu Obszön – Ein Gedicht:

„Sukovs Gedicht schreitet unerbittlich im Gleichtakt voran, es hat nichts Befreiendes, Auseinanderstrebendes, sondern eher etwas Beengendes, Zugspitzendes.
Auch Kate Tempest kommt einem in den Sinn, mit der bezwingenden Wucht ihrer Langgedichte/Lieder ‚Brandnew Ancients‘ oder ‚Europe Is Lost‘.“

„Was Sukovs Poem mit denen von Tempest in der Tat gemein hat, ist der zusammenführende, bündelnde, ballende Faktor. Sukov geht dabei allerdings noch weiter als Tempest, denn bei ihm werden nicht nur verschiedene ausgewählte Einzelindividuen, sondern gleich die Schicksale aller Menschen auf der Welt miteinander verschmolzen; wobei der Fokus auf den Opfern der gesellschaftlichen Systeme und der Kriege, Katastrophen und Verbrechen unserer Zeit liegt.
Das Gedicht als riesiger Spiegel also, der den Leser*innen das Ausmaß der drastischen Leiden vorführt, die uns derzeit zugefügt werden, wenn wir uns als eine Menschheit sehen könnten, begreifen würden. Man stelle sich vor, unser aller Haut wäre miteinander verbunden, unser aller Fleisch wäre ein Resonanzkörper der Schmerzen, die Menschen im Einzelnen erleiden […]“

## Werke
- Dezemberkind, Autobiografischer Roman, Vier-Vögel-Verlag, 2004, ISBN 978-3-938366-00-4[17]
- Homo Clausus, Kulturmaschinen, 2009, ISBN 978-3-940274-07-6[18]
- Ist besser, verdorben auch zu sein ..., 21 Shakespeare-Sonette (Nachdichtung), Kulturmaschinen, 2009, ISBN 978-3-940274-05-2[19][20] (erste Auflage 2008, ISBN 978-3-940274-00-7)
- Perlensau. Kulturmaschinen, 2009, ISBN 978-3-940274-06-9[21] (erste Auflage 2008, ISBN 978-3-940274-01-4)
- Warten auf Ahab : oder Stadt Liebe Tod, Kulturmaschinen, 2012, ISBN 978-3-940274-55-7
- Die Alternative wäre Dorsch gewesen, Kurzgeschichten, Kulturmaschinen, 2015, ISBN 978-3-943977-61-5
- Schöne kleine Stadt, Kulturmaschinen, Novelle über Ochsenfurt 2015, ISBN 978-3-943977-63-9[22]
- Auf einer Bank bei den nahen Pferdekoppeln sitzt ein Junge aus Nigeria und träumt vom Glücklichsein, Gedichte, Ochsenfurter Edition, 2016, ISBN 978-3-946497-00-4
- Obszön, Lang-Gedicht, Kulturmaschinen, 2020, ISBN 978-3-96763-089-3
- wenn die erwacht, singt ein leichter kalter wind lieder von polly scattergood, Gedichte, Kulturmaschinen, 2021, ISBN 978-3-96763-155-5

Weitere Schriften
- Statt eines Nachworts. 1981 In: Motive, die unter die Haut gehen. Carussell Verlag (1. Auflage) (ISBN 978-3-922594-29-1 der 4. Auflage)
- Eine Angstvolle Antwort, 2003 In: Netzgeschichten 5. yedermann Verlag, ISBN 3-935269-23-4
- Warm ums Herz. 2007 In: Die Brücke – Antirassistische Zeitschrift. Heft 146
- Gedichte, 2008 In: Die Brücke – Antirassistische Zeitschrift. Heft 148
- Gedichte, 2009 In: Die Brücke – Antirassistische Zeitschrift. Heft 151
- Ode an den Germknödel. 2010 In: Poesiealbum neu. Heft 1/2010 Essen und Trinken – Gedichte. ISBN 978-3-937264-67-7, S. 8.

## Preise und Stipendien
- 2014 – Nominierung für den Horst-Bingel-Preis[23]
- 2014 – Aufenthaltsstipendium im Schleswig-Holsteinischen Künstlerhaus Eckernförde[24]